# Mérogaise

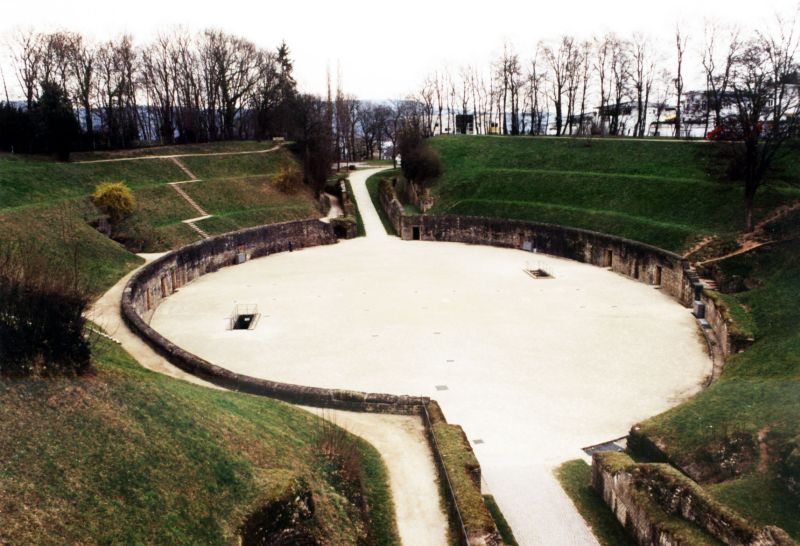
L'amphithéâtre de Trèves

Mérogaise (Merogasius en latin) ou Ragaise est un roi franc vivant entre la seconde moitié du IIIe siècle et le début du IVe siècle.

## Biographie
Depuis qu'ils se sont regroupés en ligue, au milieu du IIIe siècle, les Francs constituent une menace sur le nord de l'Empire romain, en raison des incursions régulières qu'ils effectuent en territoire romain. Au début des années 300, Mérogaise, allié à d'autres bandes franques, dont celles d'Ascaric, autre roitelet, menace l'Empire romain, pillant et saccageant la région du Rhin. Comme ses prédécesseurs Maximien et Constance Chlore, Constantin se charge de les soumettre en pénétrant dans le territoire franc, en face de Cologne. Les Francs sont rapidement battus et capturés en 306. Une partie des captifs sont enrôlés dans l'armée romaine, mais l'empereur désire faire un exemple et livre les deux rois Francs, Ascaric et Mérogaise aux bêtes sauvages dans l'amphithéâtre de Trèves,.
Ascaric et Mérogaise, qualifiés de « rex » (roi), ne sont probablement que des simples chefs de guerre élus ou proclamés rois par leurs guerriers, et qui règnent dans la région de Cologne. Le peuple qu'ils gouvernent est probablement celui des Bructères.